# Charles Jennens
Charles Jennens (1700 – 20. listopadu 1773) byl anglický majitel půdy a patron umění. Jako přítel skladatele George Fridricha Händela pomáhal autorovi s librety několika jeho oratorií, nejznámější je Mesiáš.